# Ông tơ bà nguyệt

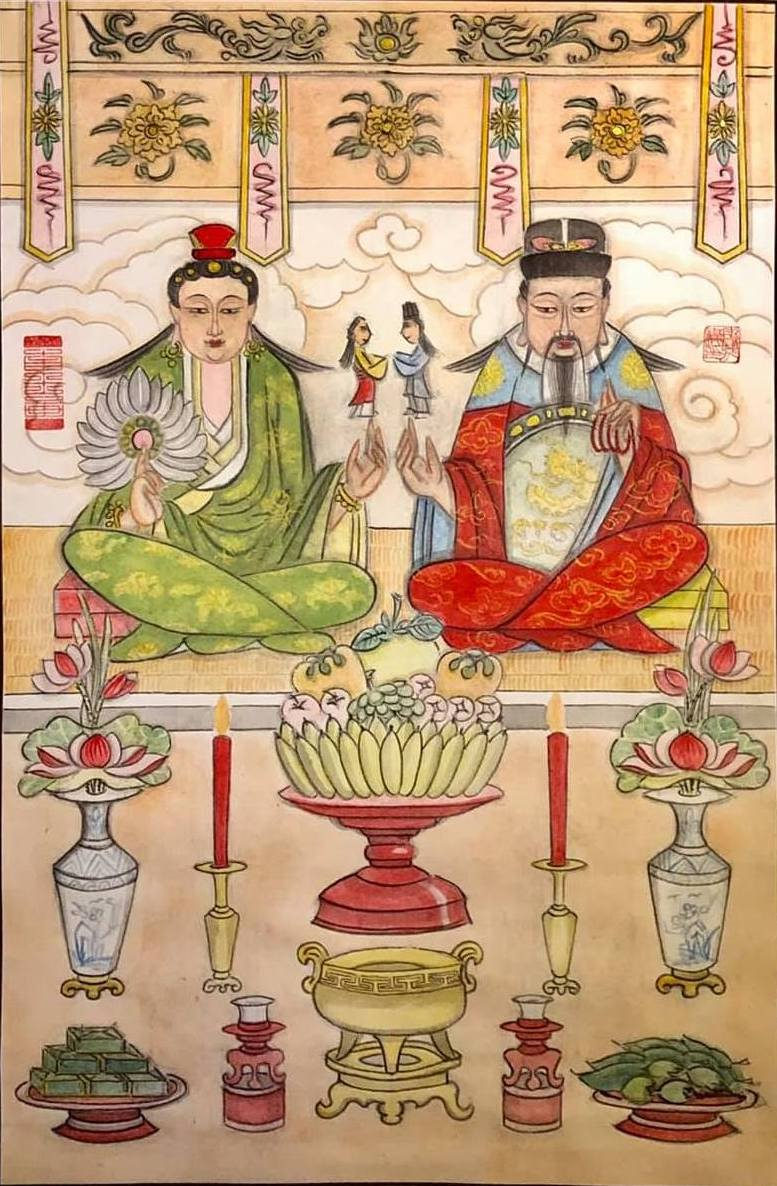
Tranh vẽ Ông Tơ Bà Nguyệt trong trang phục thời Hậu Lê. Hoạ sĩ: Đoàn Thành Lộc

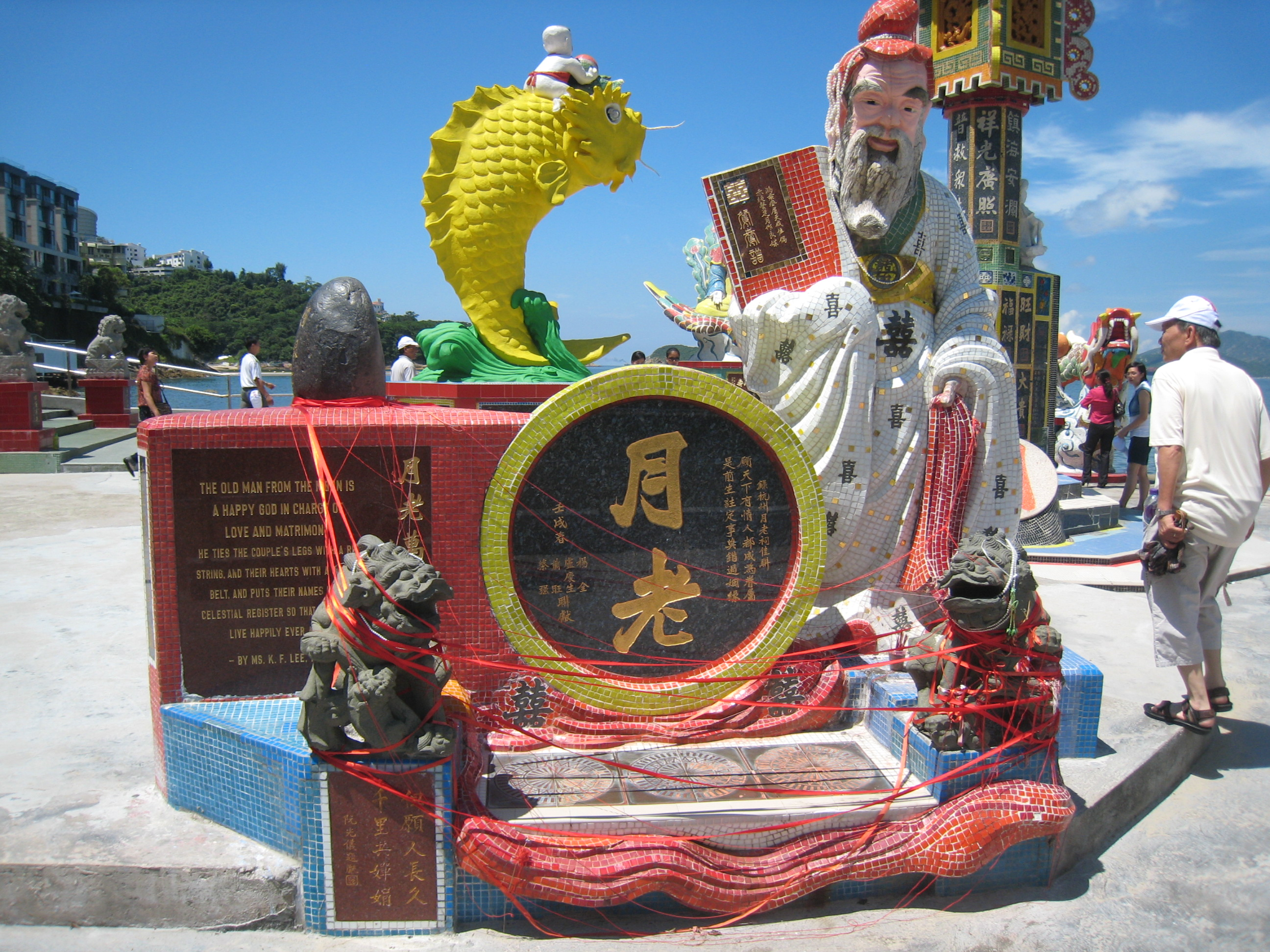
Tượng Nguyệt Lão, Hong Kong

Ông Tơ bà Nguyệt là hai vị thần cai quản chuyện tình yêu đôi lứa theo văn hóa Việt Nam.
Theo tín ngưỡng của dân ta vị thần linh chủ về hôn sự là ông Tơ bà Nguyệt. Dù cho địa vị xã hội cao sang hay nghèo nàn, dù gặp hoạn nạn, hay may mắn, cuối cùng ai cũng phải tuân theo số mệnh. Văn chương bình dân cũng như thi ca Việt Nam thường nhắc nhiều tới những vị thần linh chủ về hôn sự này.
Ông bà tổ tiên ta cũng có tục lễ tế Tơ Hồng để tưởng nhớ Lão nguyệt, vị thần Tình duyên. Trong các nghi thức đám cưới của người Việt thời xưa đều có nghi lễ nghi thức này. Nguyệt Lão là vị thần Tình duyên theo sự tích Vi Cố đời Đường kể trên.
Theo đúng ý nghĩa của tục lệ, lễ tế thần Tình duyên phải tổ chức tại phòng hoa chúc vào tối tân hôn. Về sau người ta bày ra tục lệ tế thần Tình duyên tại sân nhà.
Theo tài liệu cổ học “Đất lề Quê thói”, ngày xưa lễ tế Tơ Hồng được tổ chức ngay lúc sau khi đưa dâu về đến nhà, trước khi yết lễ tổ họ, lễ yết gia tiên và chào mừng ông bà cha mẹ họ hàng, có ý rằng khi cô gái bước chân về đến nhà người là nên duyên vợ chồng, lương duyên do ông Tơ chắp mối se lại, điều trước tiên là nghĩ đến công đức của Ông tơ, để ông chứng kiến việc hôn phối đã thành đồng thời tạ ơn Ông.
Tương truyền, ngày rằm tháng tám âm lịch là ngày sinh nhật của Nguyệt Hạ Lão Nhân. Vào ngày ấy, có rất nhiều trai đơn gái chiếc đến Miếu Thờ của Nguyệt Lão để cầu cho được mối lương duyên. Cũng có rất nhiều người được thỏa nguyện nên mang “bánh mừng”, “đường mừng” đến cúng tế, trả lễ.
Từ hình tượng Ông già dưới trăng có thành ngữ Nguyệt Hạ Lão Nhân, còn Nguyệt Lão, là cách nói tắt của thành ngữ này. Và những chữ: Tơ hồng, Chỉ hồng để chỉ việc nhân duyên vợ chồng. Những chữ Ông Tơ, Nguyệt Lão, Trăng già, … cũng do điển này mà ra.